# 让·米歇尔·恩朗
让·米歇尔·恩朗（Jean Michel N'Lend，1986年5月8日—）是喀麦隆职业足球运动员，身材高大，司职中锋。
2009年他与效力的斯洛伐克联赛俱乐部斯特里达解除合约成为自由球员，2010年初来到中超上海申花试训，最终成功与球队签约。恩朗在中超表现出过人的身体对抗能力，不过在中超的裁判判罚标准下也出现了大量的犯规，虽然攻入了五球，但是也遭遇了中国足协赛后追加处罚。
2011年7月，在中国球员二次转会期间未有引进球员的辽宁宏运于二次转会的大门已经关闭两天后宣布恩朗作为第五外援加盟球队，不过恩朗在10场比赛中未能进球，赛季结束后被弃用，暂未加盟其它职业球队。